# Johan Vandevelde
Johan Vandevelde, né le 3 août 1973 à Laeken (province de Brabant), est un écrivain et scénariste belge néerlandophone.

## Biographie
Johan Vandevelde naît le 3 août 1973 à Laeken,. C'est un enfant rêveur qui préfère les langues et l'écriture aux mathématiques.
Il étudie les arts audiovisuels à l'école de cinéma RITCS. En 1998, un de ses professeurs lui recommande de passer un test d'écriture au sein du groupe multimédia, où étaient alors tournés les derniers épisodes de la série Windkracht 10. Il contribue aux adaptations en bande dessinée de cette série télévisée bien connue et il est scénariste de la série télévisée Flikken.
En 2000, il fait ses débuts avec le livre pour enfants De tijdspoort (nl), basé sur un scénario écrit auparavant et jamais publié, et deux ans plus tard, il reçoit le premier prix du jury des enfants (nl) du Limbourg. En 2005, il récidive avec Na het Licht (nl), cette fois avec le jury flamand des enfants et des jeunes. Son troisième livre, Het Kronosproject (nl), a également remporté des prix.
Johan Vandevelde écrit principalement dans les genres fantastique et science-fiction, mais estime qu'il ne devrait pas se limiter à un genre spécifique.
Il sort la version française du premier tome de Moon intitulé Une balle pour un croisé, dessiné par Stephan Louwes,, un récit de science-fiction aux Éditions Anspach en 2024.

## Œuvres

### Publications en néerlandais

#### Ouvrages
- 2000 - De tijdspoort (nl) (Clavis (nl))
- 2003 - De Cycloop (nl) (Clavis)
- 2004 - Het Kronosproject (nl) (Clavis)
- 2006
  - Jaspers vlinders (Abimo (nl))
  - Elfenblauw (Clavis)
- 2007 - Toxine (Abimo)
- 2008 
  - De Cycloop (réédition) (Abimo)
  - De nieuwe veroveraars (nl) (Abimo)
  - Kinderen van de adelaar (nl) (Abimo)
- 2009 - Gruwelhotel (Abimo)
- 2010 - De vallei van de goden (nl) (Abimo - Kluitman)
- 2011 
  - Het Cupidocomplot (Abimo)
  - Robin Roover en het geheim van Lingerton Castle, avec Martin Muster (Abimo)
  - Het juweel van Silnaris, réédition d'Elfenblauw (Abimo/Kluitman)
- 2012 - De Banneling (Abimo)
- 2013 - Nachtwild, avec Bart Vermeer (Abimo)
- 2014 
  - Jaspers vlinders, réédition (Pelckmans/Abimo)
  - De helm van Armata (Pelckmans/Abimo)
- 2015 - Gruwelhotel, réédition (Everstory Books)
- 2016 
  - De demonen van Dalca : Nachtwild, avec Bart Vermeer, réédition Nachtwild (Pelckmans/Abimo)
  - De demonen van Dalca : Bloedlijn, avec Bart Vermeer (Pelckmans/Abimo)
  - De demonen van Dalca : Levensgif, avec Bart Vermeer (Éditions Van Halewyck)
  - Het Cupidocomplot, réédition (Solid Tales & De Scriptomanen)
  - Robin Roover en het schip dat tweemaal zonk (Solid Tales & De Scriptomanen)
- 2017 
  - De nieuwe veroveraars, réédition (Solid Tales & De Scriptomanen)
  - Kinderen van de adelaar, réédition (Solid Tales & De Scriptomanen)
  - De Cycloop, réédition (Solid Tales & De Scriptomanen)
  - Wolfsangel : Apollo (Van Halewyck)
  - De tijdspoort, réédition (Solid Tales & De Scriptomanen)
- 2018 - Kronieken van amber en staal 1: Het verloren galjoen (Van Halewyck)
- 2019 
  - Robin Roover en het geheim van Lingerton Castle, avec Martin Muster, réédition (Solid Tales & De Scriptomanen)
  - Kronieken van amber en staal 2: De heksen van Vernalia (Van Halewyck)
  - Wolfsangel : Purgatorium (Van Halewyck)
- 2020 - Toxine, réédition (Solid Tales & De Scriptomanen)
- 2021 - Wolfsangel : Nemesis (Pelckmans Uitgevers)
- 2024 - Dante Drago en de wraak van Viracocha (Phoenix Books)

#### Nouvelles
- 2004 
  - Graancirkels, parue dans la série Vlaamse Filmpjes (nl) (Éditions Averbode)
  - Carwash Cash, parue dans la série Vlaamse Filmpjes (Averbode)
- 2005 - Wolf en de dognappers, parue dans la série Vlaamse Filmpjes (Averbode)
- 2006 - Wolf en het spoor van de Jakhals, parue dans la série Vlaamse Filmpjes (Averbode)
- 2006 - De grimoire van Elphas in Het grote Bibberboek (Abimo)
- 2007 - Het geheim van Nicolas, parue dans la série Vlaamse Filmpjes (Averbode)
- 2008 - Jonas in Het grote buitengewoon beangstigend bloedstollende Bibberboek (Abimo)
- 2012 - De blauwe knikker, parue dans la série Vlaamse Filmpjes (Averbode)
- 2014 - De poorten van Perpetua, parue dans la série Vlaamse Filmpjes (Averbode).

#### Scénarios de bande dessinée
- 1998 
  - Windkracht 10 : De hemel in de hel, avec Jan Bergmans et Hans Snauwaert (De Stripuitgeverij)
  - Windkracht 10 : Gevaar onder water, avec Jan Bergmans et Hans Snauwaert (De Stripuitgeverij)
- 2023 - Moon 1 : Kogel voor een kruisridder (dessin : Stephan Louwes) (MENLU).

### Albums de bande dessinée en français

#### Moon
- 1. Une balle pour un croisé[5],[4],[6],[7], Éditions Anspach, Lasne, 19 avril 2024
Scénario : Johan Vandevelde - Dessin : Stephan Louwes - Couleurs : noir et blanc -  (ISBN 978-2-931105-23-8)
- 2. La Ville moribonde[8],[9], Anspach, Lasne, 4 avril 2025
Scénario : Johan Vandevelde - Dessin : Stephan Louwes - Couleurs : noir et blanc -  (ISBN 978-2-931105-40-5)

### Filmographie
Sauf indication contraire, les informations mentionnées dans cette section peuvent être confirmées par la base de données cinématographiques IMDb,  présente dans la section « Liens externes ».
- 1999 : Flikken comme scénariste.

## Prix et distinctions
- 2002 - prix du jury des enfants (nl) Limbourg (Lees17) 12 à 14 ans pour De tijdspoort (nl) ;
- 2005 - prix du jury des enfants Flandre 12 à 14 ans pour Na het Licht : De Cycloop (nl) ;
- 2008 - prix du jury des enfants Flandre 12 à 14 ans pour Elfenblauw (nl) ;
- 2012 - prix du jury des enfants Flandre 12 à 14 ans pour De vallei van de goden (nl).